# Unobtainium
 (juin 2023).
 (juin 2023).
Motif : Article mal organisé où rien n'est sourcé.
Unobtainium est un terme utilisé pour décrire tout matériau fictif ayant des propriétés physiques impossibles pour tout matériau réel. De tels matériaux apparaissent souvent dans des récits de science-fiction.

## Origine
Le mot « unobtainium » (un-obtain-ium) est un néologisme, apparemment développé dans le milieu des fans de science-fiction, en réaction aux éléments atomiques aux noms inventés ; peut-être également par analogie aux éléments du tableau périodique.
Il est tiré de l'anglais to obtain (obtenir), auquel est accolé le préfixe négatif un-. Sa terminaison latinisante en -ium rappelle celle systématiquement utilisée dans la dénomination des éléments les plus lourds du tableau périodique de Mendeleïev, en particulier tous les éléments lourds artificiellement créés plus lourds que l'uranium (numéro atomique 92). Elle également très souvent utilisée pour de nombreux matériaux imaginaires d'invention relativement récente (courant le XIXe et surtout dans le XXe siècle) et aux propriétés extraordinaires (par exemple l'adamantium dans l'univers Marvel). À proprement parler, l'unobtainium désigne tout matériau impossible à obtenir.
Une source alternative pour le mot « unobtainium » vient de l'industrie aérospatiale, qui rencontre fréquemment des problèmes de conception dus aux capacités des matériaux actuels. Les ingénieurs travaillant au centre de recherche Skunk Works de Lockheed Corporation parlent du SR-71 Blackbird comme étant fait d'« unobtainium », à cause de la décision d'utiliser un matériau nouveau, le titane, jamais utilisé auparavant dans sa construction. À l'époque, l'« unobtainium » était de rigueur car aucun métal connu ne pouvait résister aux contraintes et températures subis à une vitesse de Mach 3.

## Usage
Par exemple, le matériau utilisé dans la construction d'un anneau monde requiert une force de tension du même ordre que celle d'un noyau atomique. Comme aucun matériau de ce type n'est envisageable d'après les connaissances actuelles, un anneau monde est une structure ne pouvant être bâtie qu'avec de l'unobtainium.
L'unobtainium peut être utilisé dans divers contextes — « cette idée est stupide, tu aurais besoin de fils d'unobtainium pour tirer cette planète ! » — ou une hypothèse — « si quelqu'un construisait une coquille d'unobtainium autour d'un trou noir, qu'arriverait-il à ce qui serait en contact ? ».

## Unobtainium/Impossiblium
À noter qu'en français, on dirait probablement mieux Unobtanium comme en allemand. Le terme est d'ailleurs déjà souvent utilisé, bien que le calque direct de l'anglais soit plus fréquent. Un bon équivalent français a été créé pour Fusion (qui est aussi le tout premier film du cinéma dans lequel le terme Unobtainium est utilisé pour décrire un matériau fictif) avec le nom Impossiblium (impossible + suffixe -ium) qui signifie littéralement « élément chimique impossible ». Toutefois, il n'a pas été repris dans les versions françaises des films de fiction qui ont suivi tels que Avatar, qui ont conservé le nom anglais.

## Reprise du terme
- Le terme unobtanium est utilisé pour le nom d'un type de caoutchouc réel de type breveté par la société Oakley.

## Dans la fiction cinématographique
- Le terme unobtanium a été repris dans Avatar. L’unobtanium y est décrit comme un minéral exploitable sur Pandora. Il permettrait de réduire la crise énergétique sur Terre.
- Ce matériau est également présent sous le nom d’impossiblium dans le film Fusion : il est utilisé dans la construction d'un véhicule nommé « Virgil », une foreuse qui ressemble à un train futuriste ou à un ver en partance pour les profondeurs de la Terre.